# Víctor Moreira
Víctor Hugo Moreira Teixeira (sinh 5 tháng 10 năm 1982) là một cầu thủ bóng đá Andorra thi đấu cho FC Andorra, ở vị trí tiền vệ.

## Sự nghiệp
Moreira từng thi đấu cho FC Rànger's, UE Sant Julià và FC Lusitanos.
Anh ra mắt quốc tế cho Andorra năm 2008.